# گیاهان دربرابر زامبی‌ها ۲
گیاهان دربرابر زامبی‌ها 2 (به انگلیسی: Plants vs. Zombies 2، سابقاً با نام گیاهان دربرابر زامبی‌ها 2: این دربارهٔ زمان است. که ترجمعه می شود به گیاهان دربرابر زامبیان 2: بالاخره وقتش است)، یک بازی‌ ویدئویی رایگان به سبک دفاع از برج است که در سال 2013 توسط پاپ‌کاپ گیمز ساخته و توسط الکترونیک آرتس منتشر شده‌است. این بازی دنبالهٔ بازی گیاهان در برابر زامبی‌ها است.
در این بازی باید از خانه خود در برابر زامبی ها در تاریخ های مختلف با استفاده از گیاهان دفاع کرد. این تاریخ ها به ترتیب شامل مصر باستان، دوران طلایی دزدی دریایی، غرب وحشی، عصر یخبندان، عصر طلایی باستان شناسی، آینده، قرون وسطا، دهه 80 میلادی، دهه 60 میلادی در دوران اوج موج سواری، و زمان حال هستند.
نسخه چینی این بازی دارای پنج دنیای اضافی است که عبارتند از دنیای کنگ فو، شهر آسمان، عصر بخار، عصر رنسانس ، و دوران هیان.

## خلاصه داستان
شخصیت اصلی بازی یک سس فلفل پیدا می کند و دیو دیوانه از او درخواست می کند که آن را به او بدهد. سپس دیو سس را روی تاکویش استفاده می کند و آن را می خورد. او فکر می کند که آن تاکو آنقدر خوشمزه بود که می خواهد به گذشته سفر کند تا آن را دوباره بخورد. پس از یک ماشین زمان به نام پنی استفاده می‌کند تا با همسایه خود (شخصیت بازیکن) به دوران های تاریخی مختلف سفر کند تا تاکو دیو را پیدا کنند. شخصیت بازیکن و دیو دیوانه، درگیر مسابقه‌ای در طول زمان با دکتر زامباس (dr. Zomboss)، شرور اصلی بازی قبلی است که سعی دارد از یک پارادوکس جلوگیری کند.

## گیم پلی بازی
گیاهان در برابر زامبی‌ها 2 یک بازی فریمیوم است، در این بازی بر خلاف نسخه قبلی، از سکه برای خرید برخی توانایی‌های افزایش قدرت استفاده می شود.
غذای گیاه، یک قدرت جدید، به گیاهان اجازه می‌دهد که برای مدت زمان متفاوتی قدرت خاصی بگیرند. هر گیاه پس از استفاده از غذای گیاه، توانایی خاص خود را دارد. بازیکنان می‌توانند کل بازی را بدون خرید غذای گیاه به اتمام برسانند، برخی از آنها را می‌توان به جای خرید در طول بازی به دست آورد. علاوه بر این، کاربران می‌توانند گیاهان خود را با استفاده از پاکت بذر (موجود در بازی با بازی کردن حالت های مختلف یا با پول واقعی خریداری می شود) سطح گیاهان خود را بالا ببرند تا به آنها امکان افزایش دائمی توانایی‌های خود را بدهد. پس از کامل کردن تمام مراحل یک دنیا، دنیای بعدی موجود می شود. پس از عبور کردن مراحل مختلف، گیاهان جدیدی را با قدرت ها و توانایی های مختلفی باز می کنند.
بعضی از گیاهان را باید با الماس (یک سیستم پول جدید) خرید، بعضی دیگر را با پول واقعی، و بعضی دیگر را با جمع کردن پاکت های بذر می توان به دست آورد.

## نسخه چینی
در 2013، یک نسخه از گیاهان در برابر زامبیان 2 مخصوص برای کشور چین ساخته شد، این نسخه شامل دنیا های جدید، گیاهان و زامبیان جدید، و حالت های جدید است. از 2016 به بعد، این نسخه توسط تاک‌وب گیمز توسعه داده می شود.

## بازتاب‌ها
| گردآورنده | امتیاز |
| --------- | ------ |
| متاکریتیک | ۸۶/۱۰۰ |

| ناشر        | امتیاز      |
| ----------- | ----------- |
| دستراکتید   | ۹/۱۰        |
| اج          | ۹/۱۰        |
| یوروگیمر    | ۸/۱۰        |
| گیم‌اسپات    | ۸٫۹/۱۰      |
| آی‌جی‌ان      | ۸٫۷/۱۰      |
| Wired       | ۱۹/۲۶       |
| Gamezebo    | 4.5/5 ستاره |
| Macworld    | ۴٫۵/۵       |
| TouchArcade | [ ۵ ]       |

این بازی علی‌رغم استفاده از خریدهای درون برنامه ای، بیشتر بازخورد مثبت کاربران و منتقدان را دریافت کرد. منتقدان بیشتر گیم پلی و گرافیک را تحسین می‌کردند. این بازی نمره 86/100 متاکریتیک را بر اساس 36 بررسی دارد. پاپ کاپ گیمز در گیمزکام 2013 اعلام کرد که این بازی 15 میلیون بار بارگیری شده‌است و آن را به عنوان موفق‌ترین راه اندازی بازی موبایل الکترونیک آرتس تبدیل کرده‌است. ده روز بعد اعلام شد که این بازی 25 میلیون بار بارگیری شده‌است که بیش از بارگیری‌های بازی اول است. اپل گیاهان دربرابر زامبی‌ها 2 را به عنوان نایب قهرمان بازی آیفون سال 2013 اعلام کرد.
در زمان نوشن این مقاله، این بازی 100 میلیون دانلود در گوگل پلی استور دارد.